# Larisa Shepitko
Larisa Efímovna Shepitko (en ucraniano: Лариса Юхимівна Шепітько, en ruso: Лариса Ефимовна Шепитько; Artémivsk, RSS de Ucrania, URSS, 6 de enero de 1938 - óblast de Kalinin, RSFS de Rusia, URSS, 2 de julio de 1979) fue una directora de cine, guionista y actriz soviética. Está considerada una de las mejores directoras de todos los tiempos, siendo su película La ascensión la segunda película dirigida por una mujer en ganar un Oso de Oro y la tercera película dirigida por una mujer en ganar un premio máximo en un importante festival de cine europeo. Entre sus obras destaca Tu y yo (1971) considerada "una obra maestra" en el documental Women Make Film.

## Primeras influencias socioeducativas
Shepitko nació en Artémivsk (hoy Bajmut), ciudad en el este de Ucrania. Fue criada por su madre, una maestra de escuela. Su padre, un oficial persa, se divorció de la madre de Shepitko y abandonó a la familia siendo Shepitko aún muy joven, cosa que nunca le llegó a perdonar. Recordaba: "Mi padre luchó durante toda la guerra. Para mí, la guerra fue una de las primeras impresiones más poderosas. Recuerdo la sensación de una vida trastornada, de una familia separada. Recuerdo el hambre y cómo nuestra madre y nosotros, los tres hermanos, éramos evacuados. La impresión de una calamidad global ciertamente dejó una marca en mi mente de niña." No es de extrañar, pues, que la obra de Shepitko a menudo trate acerca de la soledad y la sensación de aislamiento.
En 1954, Sheptiko se graduó del instituto en Lviv. Se mudó a Moscú con 16 años, donde estudió en el Instituto Pansoviético de Cinematografía  (VGIK). Allí fue alumna de Aleksandr Dovzhenko durante 18 meses, hasta la muerte de éste en 1956. Shepitko se refería a él como "mi mentor" y adoptó su lema: "Hay que abordar cada película como si fuera la última".
Shepitko se graduó de la VGIK en 1963, con un diploma de honor por su primer largometraje de ficción Calor (Znoy o Heat), que realizó con tan solo 22 años. Esta película cuenta la historia de una nueva comunidad agrícola en Asia Central de mediados de los años 50. Fue rodada en Kirguistán y era la adaptación de una famosa novela titulada Ojo de camello, de Chinguiz Aitmátov. Calor ganó el Simposio Grand Prix ex aequo en el Festival Internacional de Cine de Karlovy Vary en 1964, así como otro premio en el Festival Pansoviético de Cine en Leningrado.
Durante la fase de edición de Calor, Shepitko trabajó con Elem Klímov, quien también era un estudiante del VGIK en ese momento. Klímov le propuso matrimonio a Shepitko, pero esta lo rechazó; Shepitko tan solo aceptó su propuesta cuando aquel le prometió que no trataría de influenciar su obra. Y así, en 1963, Klímov y Shepitko se casaron y en 1973 tuvieron un hijo, Antón. 
Klímov, Shepitko y Andréi Tarkovski estuvieron al frente de la "nueva ola" rusa que floreció bajo el mandato de Nikita Jruschov antes de la toma de decisiones drásticas en lo relativo a lo cultural en 1967-8. En 1966, Shepitko rodó su controvertido segundo largometraje Alas.

## Carrera cinematográfica

### Alas(1966)
En 1966, Shepitko rodó su primera película postgraduación: Alas (Krylya). Esta película es el retrato de Nadezhda, una famosa piloto de aviación soviética de la Segunda Guerra Mundial, que ahora trabaja como directora de una escuela de provincias. A pesar de  haber sido reconocida como heroína de guerra, ahora en período de paz, Nadezhda se aísla y es incapaz de comunicarse con sus alumnos - las nuevas generaciones - y su propia hija. Shepitko pone el foco en una mujer de mediana edad que debe reconciliar su pasado con su realidad actual, un contraste que se traslada visualmente en la contraposición de interiores claustrofóbicos con tomas celestiales y expansivas del cielo y las nubes, elementos que representan la libertad y la emoción de sus días como aviadora. Y es que Alas es una película que ofrece una mirada melancólica y triste sobre una mujer incapaz de olvidar sus tiempos de fama y acción, sobre una mujer que tan solo parece cobrar vida cuando recuerda las glorias pasadas, esos tiempos que nunca volverán en los que volaba y surcaba los aires.
Una dirección de fotografía excepcional, una trama realista y una interpretación estelar por parte de la actriz protagonista Maya Bulgákova hacen de Alas una película extraordinaria, que constituyó la carta de presentación de Shepitko al mundo y que le supuso sus primeros problemas con las autoridades soviéticas.

### El comienzo de una era desconocida(1967)
En 1967, Shepitko rodó la segunda de las tres historias que finalmente compusieron El comienzo de una era desconocida (Nachalo nevédomogo veka). Titulada La patria de la electicidad (Ródina elektríchestva), trataba acerca de un joven ingeniero que trae la electricidad a un pueblo empobrecido. El relato estaba basado en la historia de Andréi Platónov, cuya narrativa describía la "causa común" de la construcción comunista de forma ambigua, lo que probablemente conllevó la toma de medidas al respecto por parte de las autoridades soviéticas.
Este proyecto estaba destinado a la conmemoración del 50.º aniversario de la Revolución de Octubre. Se concibió originalmente como un conjunto de cuatro episodios pero tan solo llegaron a rodarse tres, dirigidos por Andréi Smirnov, Larisa Shepitko y Guénrij Gabay. No obstante, una vez terminados, fueron archivados por la censura alegando que la representación de los bolcheviques era negativa. No se hicieron públicos hasta 20 años después, durante la perestroika.
Asimismo, no se conserva ningún negativo original y únicamente se conservan copias de dos de ellos, el de Smirnov y el de Shepitko. El episodio que rodó Gabay aún no se ha encontrado.

### A las 13 horas de la noche(1969)
En 1969, Shepitko rodó su primera película en color, un musical con toques de fantasía para la televisión titulado A las 13 horas de la noche (V trinádtsatom chasú nochi; en inglés, In the 13th hour of the night). Se trataba de un revue de Año Nuevo, protagonizado por Vladímir Básov, Gueorgui Vitsin, Zinovi Guerdt, Spartak Mishulin y Anatoli Papánov.

### Tú y yo(1971)
Tras un cortometraje que no llegó a ver la luz y un breve período de trabajo en la televisión, en 1971, Shepitko dirigió su único largometraje rodado en Technicolor Tú y yo, un relato existencial de desilusión con el comunismo y ambientada en la URSS contemporánea, que algunos consideran un trabajo menor y etiquetan como un "convencional melodrama", debido a los problemas que Alas le supuso y a la supuesta adopción de un tono menos crítico o subversivo para satisfacer a las autoridades soviéticas.
Tú y yo tiene como a protagonistas a dos cirujanos con diferentes nociones del éxito y la realización. A través de una narrativa experimental no lineal, Shepitko cuenta una historia profundamente personal de la intelectualidad soviética de la época. Tú y yo tuvo una acogida favorable en el Festival de Venecia, pero no contó con mucho público en la URSS.
La película esta referenciada como una "obra maestra" en el primer capítulo de la serie Women Make Film señalando que apenas se ha visto.

### La ascensión(1977)
La censura soviética fue muy estricta con los anteriores trabajos de la cineasta ucraniana, lo que la obligó a reflexionar sobre su siguiente proyecto. Pese a las adversidades, su irreverente sentido artístico la llevó a producir su magnum opus: La ascensión (1977), el último filme que Shepitko terminó en vida. Esta película le mereció un gran reconocimiento tanto a nivel nacional -  temáticamente estaba muy en línea con el característico orgullo nacionalista ruso -  como a nivel internacional, reconocimiento que se materializó en la recepción del Oso de Oro en la 27ª edición del Festival Internacional de Cine de Berlín en 1977, el segundo que se otorgaba a una mujer; la primera en recibir este honor fue la húngara Márta Mészáros en 1975. De hecho, en la URSS se trató La ascensión como una obra maestra y, como ocurrió con Andréi Rubliov de Andréi Tarkovski, las autoridades soviéticas prohibieron su exportación. No obstante, La ascensión fue seleccionada como la candidata oficial de la Unión Soviética para la 50.ª edición de los Premios de la Academia, aunque no consiguió la nominación.
En esta película basada en la novela corta Sótnikov del escritor bielorruso Vasil Bykaŭ, Shepitko retrata los problemas y las tribulaciones de un grupo de partisanos hambrientos en Bielorrusia en el terrible invierno de 1942. Dos de los partisanos, interpretados por Borís Plótnikov y Vladímir Gostyujin, son capturados por los nazis e interrogados por un colaborador local (interpretado por Anatoli Solonitsyn) antes de ser ejecutados en público, a la vista de sus familiares y del pueblo. Esta representación del martirologio debe mucho a la iconografía rusa. A pesar de que la inclusión de temas cristianos era inaceptable en películas bélicas en las cuales el patriotismo y el heroísmo debían prevalecer, Shepitko quería llevar a la pantalla las cuestiones morales y éticas que consideraba universales y esenciales del ser humano.
La creciente reputación internacional de Larisa Shepitko la llevó a ser parte del jurado de la 28ª edición del Festival Internacional de Cine de Berlín en 1978. También en 1978, La ascensión fue incluida por Steven Schneider en su lista 1001 películas que hay que ver antes de morir.

## Adiós a Matioray el accidente mortal
A Shepitko le preocupaba profundamente la muerte. Era muy supersticiosa y quiso que le echaran las cartas en Bulgaria en 1978. Inmediatamente después, llevó a una de sus amigas a una iglesia cercana y la hizo jurar que, si algo le ocurriera a ella o a Elem, su marido, ella cuidaría de su hijo, Antón. A los pocos meses, el 2 de julio de 1979, la carrera de Shepitko quedó truncada al morir en un accidente de coche en una autopista cercana a la ciudad de Tver junto a cinco miembros del equipo técnico mientras buscaban localizaciones para Adiós a Matiora (Proschanie s Matióroy). Tenía 41 años. La comunidad del cine soviético quedó desconcertada. Andréi Tarkovski escribió en su diario: "Larisa Shepitko ha sido enterrada, así como cinco integrantes de su equipo. Un accidente de coche. Todos murieron al instante. Fue tan repentino que no se encontró adrenalina en la sangre de ninguno."
Adiós a Matiora, película basada en la novela homónima de Valentín Rasputin, iba a convertirse en el quinto largometraje de la directora. Su esposo, el cineasta Elem Klímov, tomó las riendas del proyecto tras la muerte de Shepitko y lo planteó como un homenaje a la obra de su esposa, titulándolo simplemente Adiós (Proschanie). Adiós (1983) se convirtió en una de las obras clave del cine soviético de la perestroika impulsada por Mijaíl Gorbachov. No obstante, la crítica afirmó que "el producto final carecía de la visión única y personal de Shepitko, que se trataba, obviamente, de un punto de vista que no podía replicarse." 
Además, Klímov dirigió un emotivo documental de 25 minutos en memoria de Shepitko, que tituló sencillamente Larisa (1980).

## Legado
Larisa Shepitko fue rápidamente borrada de la memoria colectiva. Sus películas, hasta hace poco, eran desconocidas incluso para el cinéfilo más experto y no habían sido restauradas ni homenajeadas. Klímov, de hecho, murió en 2003 sin haber conseguido que fuese reconocida por la Rusia de Putin como el talento artístico y cinematográfico que fue.
En 2004, el Festival Internacional de Cine de Leeds (LIFF), en colaboración con el Ministerio de Cultura de Rusia, organizó una retrospectiva de toda su filmografía, incluyendo Adiós a Matiora. Asimismo, en 2015, el Instituto Lumière de Lyon le dedicó una retrospectiva completa en su sección dedicada a Mujeres Cineastas.

## Filmografía
He aquí su filmografía (excluyendo sus cortometrajes):

| Año  | Título                             | Directora | Guionista |
| ---- | ---------------------------------- | --------- | --------- |
| 1963 | Calor                              | Sí        | Sí        |
| 1966 | Alas                               | Sí        | No        |
| 1969 | A las 13 horas de la noche         | Sí        | No        |
| 1967 | El comienzo de una era desconocida | Sí        | Sí        |
| 1971 | Tú y yo                            | Sí        | Sí        |
| 1977 | La ascensión                       | Sí        | Sí        |
| 1983 | Adiós a Matiora o Adiós            | No        | Sí        |

## Premios y distinciones
Festival Internacional de Cine de Berlín
| Año  | Categoría       | Película     | Resultado |
| ---- | --------------- | ------------ | --------- |
| 1977 | Oso de Oro      | La ascensión | Ganador   |
| 1977 | Premio FIPRESCI | La ascensión | Ganador   |